# Слиман, Эди
Эди́ Слима́н (фр. Hedi Slimane; род. 5 июля 1968 года) — французский фотограф и дизайнер. С 2000 по 2007 год он занимал должность креативного директора мужской линии модного дома Christian Dior. С 2012 по 2016 год Слиман являлся креативным директором модного дома Yves Saint Laurent. С 1 февраля 2018 года Слиман является креативным, художественным и имиджевым директором модного дома Celine. В октября 2024 года Эди Слиман покинул пост креативного директора Celine.
В ноябре 2018 года Эди Слиман возглавил ежегодный список Vanity Fair «50 самых влиятельных французов мира».

## Юность
Родился в Париже, Франция, в семье отца — тунисца и матери — итальянки. В 11 лет открыл для себя искусство фотографии, приобрел свою первую камеру и научился черно-белой фотолабораторной печати. В 16 лет, не задумываясь о моде, Слиман начал сам шить себе одежду. Он изучал историю искусств в школе Лувра и выучился на портного. В начале своей карьеры Слиман посещал офисы газеты Le Monde, так как хотел стать журналистом и репортером.

## Мода
С 1992 по 1995 год Слиман помогал модному консультанту Жан-Жаку Пикару подготовить проект «monogram canvas» Louis Vuitton. Проект пригласил семь модельеров — Аззедина Алайя, Хельмута Ланга, Сибиллу, Маноло Бланика, Айзека Мизрахи, Ромео Джильи и Вивьен Вествуд.
В 1996 году Пьер Берже назначил Слимана руководителем отдела мужской одежды модного дома Yves Saint Laurent, а затем и художественным руководителем. После коллекции Black Tie осень-зима 2000-01, он решил покинуть YSL и принять должность креативного директора отдела мужской одежды в модном доме Christian Dior. В июне 2001 года Слиман возглавил запуск первого аромата Dior Homme, названного Higher. Он разработал дизайн упаковки, а Ричард Аведон работал над рекламной кампанией аромата. В апреле 2002 года Слиман стал первым дизайнером мужской одежды, получившим премию CFDA за лучший международный дизайн. Награду вручил певец, Дэвид Боуи, которого Слиман одевал для гастролей.
Благодаря Слиману, бренд Christian Dior увеличил объём и прибыль на 41 процент в 2002 году. Американский актёр, Брэд Питт, попросил Слимана сшить ему свадебный костюм для свадьбы с Дженнифер Энистон. Хотя Слиман никогда не создавал коллекций женской одежды, во время своего пребывания в Dior он одевал женщин — знаменитостей, включая Мадонну и Николь Кидман. Кроме того, он создавал сценические костюмы для таких групп, как The Libertines, Daft Punk, Franz Ferdinand и The Kills, а также для таких артистов, как Мик Джаггер, Бек и Джек Уайт.
Слиман заказывал оригинальные саундтреки для своих показов Dior Homme, созданные такими артистами, как Бек, Readymade FC и такими группами, как Phoenix, The Rakes и Razorlight. Слиман был известен тем, что работал с начинающими художниками-авангардистами, он создал новый мужской силуэт, широко воссозданный в моде и рекламе.
В июле 2007 года Слиман не стал продлевать контракт с Dior Homme. Модный дом обсуждал финансирование собственного лейбла Slimane, но переговоры не увенчались успехом. Он написал на своем сайте, что не хочет терять контроль над своим именем и управлением собственным брендом. Он вернулся к моде и портретной фотографии.
В марте 2011 года, после увольнения Джона Гальяно из Dior, Слиман стал новым креативным директором Dior . В марте 2012 года компания Yves Saint Laurent и её материнская компания PPR официально заявили, что Слиман заменит Стефано Пилати на посту креативного директора Yves Saint Laurent после ухода последнего, который занимал эту должность почти восемь лет. Он основал свою творческую студию в Лос-Анджелесе. В апреле 2016 года Слимана сменил Энтони Ваккарелло на посту креативного директора Yves Saint Laurent.
В январе 2018 года компания LVMH объявила, что Слиман займет пост креативного директора модного дома Céline.
В апреле 2018 года он выиграл более 8 миллионов евро в судебном процессе против Kering S. A. После того, как ему заплатили только 667 000 евро вместо 10 миллионов евро за его неконкурентоспособную оговорку.
В октябре 2024 года Эди Слиман покинул пост креативного директора Celine.

## Выставки
- 2004 — Berlin at Kunstwerke, Berlin
- 2004 — Berlin at MOMA/PS1, New York
- 2004 — Berlin at Koyanagi Gallery, Tokyo
- 2004 — Stage at Almine Rech Gallery, Paris
- 2005 — Robert Mapplethorpe curated by Hedi Slimane, at Thaddeus Ropac Gallery, Paris
- 2005 — Thank You For The Music group show, Spruth Magers Gallery, Munich
- 2006 — As Tears Go By at Almine Rech Gallery, Paris
- 2006 — I Love My Scene group show curated by Jose Freire, Mary Boone Gallery, New York
- 2006 — Portrait of A Performer at Galerie Gmurzynska, Zurich
- 2007 — Costa Da Caparica at Ellipse Foundation, Lisbon
- 2007 — Sweet Bird of Youth group show curated by Hedi Slimane at Arndt and Partner, Berlin
- 2007 — Young American at Foam Museum, Amsterdam
- 2007 — Perfect Stranger at Almine Rech Gallery, Paris
- 2008 — MUSAC Museum for Contemporary Art, Leon, Spain
- 2011 — Fragments Americana at Almine Rech Gallery, Brussels
- 2011 — California Dreamin, Myths and Legends of Los Angeles group show curated by Hedi Slimane, Almine Rech Gallery, Paris
- 2011 — California Song at MOCA, Los Angeles
- 2014 — SONIC at The Fondation Pierre Bergé — Yves Saint Laurent, Paris